# 新港北站
新港北站，也称天津港中铁天津集装箱中心站和天津新港北铁路集装箱中心站，位于天津市滨海新区天津港北部的东疆保税港区新港八号路与海铁大道之间，建成后将直接对接天津港，分担南疆港站、新港站等站的集装箱货运压力，并将提高天津港的集装箱吞吐量和进一步扩大天津港的铁路疏港能力。2016年6月，天津新港北铁路集装箱中心站正式投用。除此之外，天津将在天津大北环铁路的北辰区西堤头镇处兴建另一个铁路集装箱中心站。

## 概况
中华人民共和国《中长期铁路网规划》提出在包括天津在内的中国大陆18个城市兴建铁路集装箱中心站。位于天津的铁路集装箱中心站有两座即天津新港北铁路集装箱中心站和西堤头站。天津新港北铁路集装箱中心站位于滨海新区天津港北区，填海造陆而成的东疆保税港区北端新港八号路与海铁大道之间，并通过疏港铁路延伸线向东疆港区延伸至码头三分区站，新建的集装箱到发场将与装卸场自北向南横列式布置，集装箱装卸场装卸线为贯通式布置，空箱区、特种箱区等辅建箱区位于装卸区南侧采用横列式布置。

## 工程建设
天津新港北铁路集装箱中心站工程，由铁道部、天津市、中铁联合国际集装箱公司、天津港（集团）公司共同筹资建设，于2010年开工建设，2012年建成。工程共包括两部分：铁道部负责北塘西编组站改造、进港三线双线部分（北塘西站中心至新港北站中心）和集装箱中心站到发场的建设；天津中铁联合国际集装箱有限公司负责投资建设集装箱中心站集装箱作业区和延长至东疆港区三期码头的正线牵出线部分。
2024年，新港北站第一线束装卸能力趋于饱和后，在既有第一线束装卸线北侧启动第二线束工程建设，在预留线位建设1束2条贯通式集装箱装卸线，线路有效长度为980米，预计可新增年装卸能力40万标箱。

## 运营
天津新港北铁路集装箱中心站建成后将由北京铁路局和天津中铁联合国际集装箱公司运营。天津中铁联合国际集装箱有限公司将主要负责集装箱港中心站的经营，包括集装箱中心站的到发、装卸、拼装、掏装箱、堆存、修箱等场站业务；海上、陆路、航空货运代理服务及多式联运代理服务以及集装箱班列承包。